# 溫泉鎮區 (阿肯色州加蘭縣)
溫泉鎮區（英語：Hot Springs Township）是位於美國阿肯色州加蘭縣的一個行政鎮區。

## 地方資料
溫泉鎮區的面積為140.05平方千米，當中陸地面積為134.00平方千米，而水域面積為6.05平方千米。根據2010年美國人口普查的數據，當地共有人口41479人，而人口密度為每平方千米296.17人。